# 舞台 (七級煉獄歌曲)
舞台是一首由美國重金屬樂團七級煉獄創作的歌曲， 同時也是來自他們的第七張錄音室專輯「舞台」的第一首單曲，該專輯發行於2016年10月28日。
這首歌也被收錄於音樂遊戲「Rock Band 4」當中的「More Metal Pack 01」可下載內容。

## 發行
這首歌在2016年10月13日發行，作為樂團的第七張專輯「舞台」的主要單曲。

## 音樂錄影帶
這首歌的官方音樂錄影帶，於2016年10月13日在YouTube上發佈。影片呈現了一場木偶戲，描繪了歷史上互相殘殺的人們，直到當今的時代，政治家們依然像操控木偶般操控人們。在影片的最後，出現一隻類似惡魔的手，操縱著控制政治家們的線，而隨著木偶戲的結尾，它按下了「重置按鈕」，將一切重置到人類最初的起源時代，重複著一次一次相同的木偶戲。

## 紀錄
| 出版方            | 項目                         | 年份 | 排名 |
| ----------------- | ---------------------------- | ---- | ---- |
| Loudwire          | 20 Best Metal Songs of 2016  | 2016 | 14   |
| Loudwire          | 10 Best Metal Videos of 2016 | 2016 | 3    |
| Revolver Magazine | 30 Best Songs of 2016        | 2016 | 4    |

## 排行榜
| 排行榜                               | 最高名次 |
| ------------------------------------ | -------- |
| 英國UK Rock and Metal (官方榜單公司) | 7        |
| 美國告示牌榜外單曲榜 (告示牌)        | 7        |
| 美國Hot Rock Songs (告示牌)          | 10       |
| 美國Rock Airplay (告示牌)            | 24       |
| 美國Mainstream Rock (告示牌)         | 4        |

## 參與人員
七級煉獄
- M. Shadows – 主唱
- Zacky Vengeance – 節奏吉他
- Synyster Gates（英语：Synyster_Gates） – 主奏吉他、木吉他
- Johnny Christ – 貝斯
- Brooks Wackerman（英语：Brooks_Wackerman） – 爵士鼓

其他人員
- Jason Freese（英语：Jason_Freese） – 鍵盤樂器